# Markizat Busca
Markizat Busca (Marchesato di Busca) bila je srednjovjekovna država na Alpama. Obuhvaćala je pijemontske teritorije između Cunea i Saluzza. Ime Busca i prve granice markizata navode se u dokumentu iz 6. ožujka 1123., koji određuje dominij Busce u dolini rijeke Maire, Villafalletta i dijela Saluzzese.
Prvi je vladar bio Bonifacij iz obitelji Del Vasto. Naslijedili su ga redom sin Vilim I., Berengar, Vilim II. Posljednji je bio Henrik del Vasto. Od jednog brata Vilima II., imena Odon, potječu gospodari Rossane (blizu Busce), Cavallerleonea i Polonghere (u Saluzzeseu). O drugog brata Rajmunda korijene vuku gospodari Cossana Belba, Rocchette Belba i Castina, kod Cortemilije.
Glavna vjera u markizatu bilo je katoličanstvo. Država je prestala postojati 1281. godine.

## Vanjske poveznice
- Sito ufficiale del comune di Busca